# Lansallos
Lansallos – osada w Anglii, w Kornwalii. Leży 74 km na wschód od miasta Penzance i 338 km na południowy zachód od Londynu. W 2001 miejscowość liczyła 1584 mieszkańców.